# Gaston van de Werve de Schilde

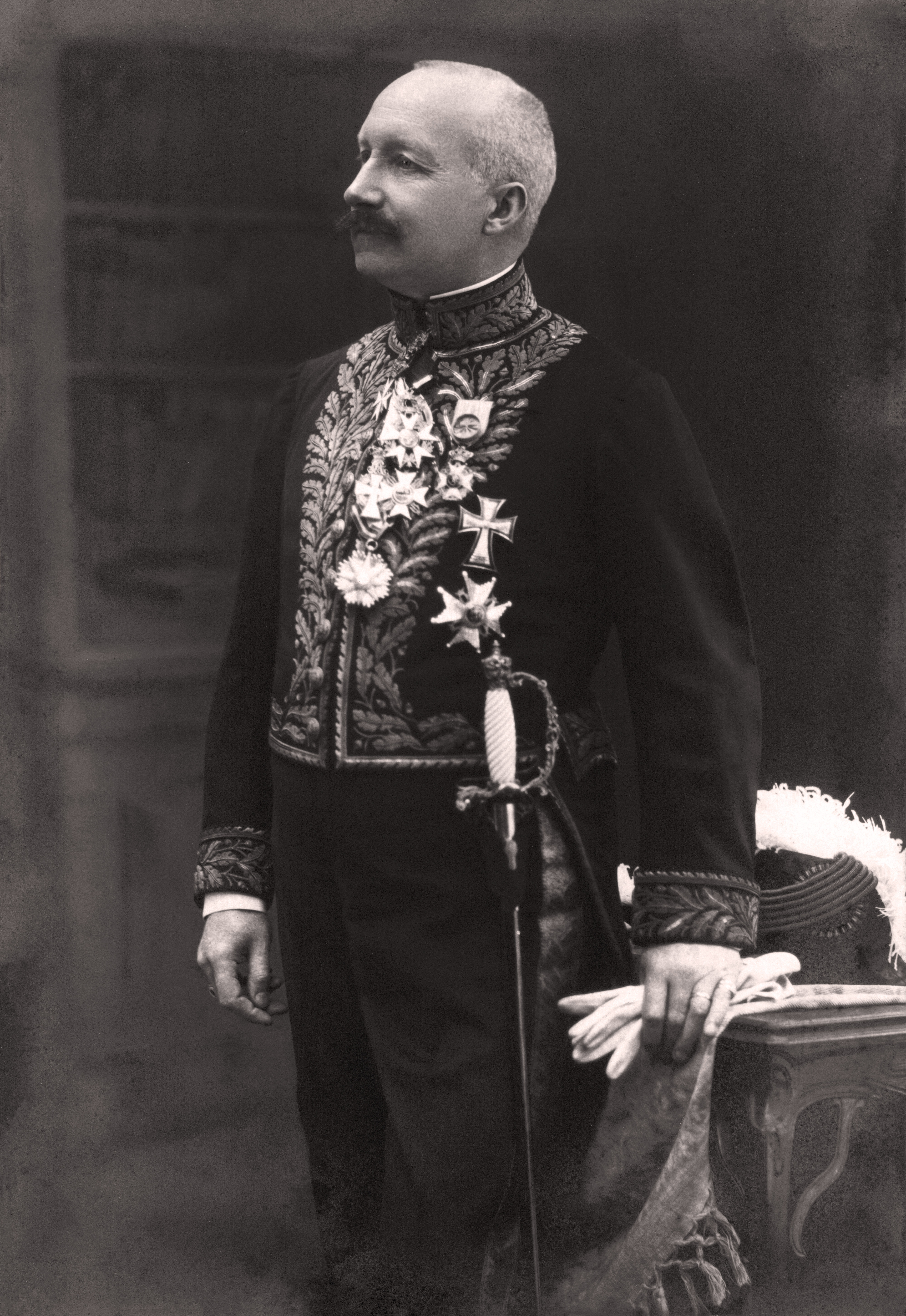
Emmanuel Marie Richard Joseph Henri Gaston van de Werve de Schilde

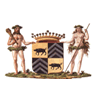
Wapens van baron van de Werve en van Schilde.

Baron Emmanuel Marie Richard Joseph Henri Gaston van de Werve de Schilde (Parijs, 22 maart 1867 - Antwerpen, 18 augustus 1923) was een Belgisch gouverneur en politicus voor de Katholieke Partij.

## Familie
Baron Gaston van de Werve behoorde tot een oude adellijke familie uit Antwerpen, die voor het eerst in de adel werd opgenomen op het einde van de zestiende eeuw.
Hij was de kleinzoon van Jacques van de Werve et de Schilde (1793-1845) en van Clothilde de Cossé de Brissac (1824-1866). Jacques verkreeg adelserkenning met de titel van baron in 1829, nadat zijn vader Philippe van de Werve (1748-1834) de adelserkenning in 1816 had geweigerd.
Zijn zoon was baron Henri van de Werve (1844-1924), die burgemeester van Schilde was, en in 1866 trouwde met Jeanne de Béthisy (1846-1926), dochter van de markies de Béthisy. Gaston was hun enige zoon. Henri was bekend vanwege zijn excentriciteit en extravagantie. De echtgenote verliet vader en kind toen Gaston een paar jaar oud was, om te gaan samenleven en in 1878 te trouwen met graaf Charles de Louvencourt.
Gaston trouwde in 1890 met Françoise de la Boëssière-Thiennes (1872-1951). Het paar bleef kinderloos.

## Levensloop
Gaston genoot huisonderricht tot aan zijn twaalf jaar en doorliep de humaniora aan het Onze-Lieve-Vrouwecollege in Antwerpen. Hij vertrok toen naar Parijs waar hij universitaire cursussen volgde. Hij leerde daar zijn grootmoeder, markiezin de Bethisy, geboren Bernardine de l'Espine, kennen die op hem een grote invloed kreeg en met wie hij, terug in Antwerpen, dagelijks correspondeerde.
In 1893 werd hij de secretaris van graaf Hippolyte d'Ursel, commissaris van de Antwerpse Wereldtentoonstelling van 1894. Hetzelfde jaar werd hij verkozen tot provincieraadslid in Antwerpen voor het kanton Zandhoven en bleef dit tot in 1912. Hij werd vervolgens gouverneur van de provincie Antwerpen van 1912 tot aan zijn dood.
Bij het uitbreken van de Eerste Wereldoorlog moest Van de Werve de aankomst in Antwerpen organiseren van de koninklijke familie en van de Belgische regering. Naast andere bijdragen tot de oorlogsinspanningen, richtte hij in de salons van de gouverneursresidentie een hospitaal met 63 bedden in. Zijn vrouw nam er de leiding van. Nadat de Duitse troepen op 11 oktober 1914 Antwerpen hadden bezet, bleef hij in de stad, in tegenstelling met de onderrichtingen die wilden dat hij de regering zou volgen. Hij werd door de Duitsers onmiddellijk als gijzelaar opgepakt, samen met onder meer de senatoren Louis Le Clef, Oscar Van der Molen en Léon Van Peborgh. Hij werd door de bezetter onmiddellijk uit zijn ambt ontzet en vervangen door een Duitse 'Zivilverwaltung'. Hij bleef de hele oorlog door een discrete raadgever voor allen die op hem beroep deden.
Vanaf de Bevrijding hernam hij zijn ambt. Het werd een tijd van grote initiatieven. Hij lag mee aan de basis van de aanhechting van Linkeroever en van de rechtstreekse verbindingen ermee, de bouw van een netwerk van riolen, de aankoop van het Rivierenhof, de ontwikkeling van het elektriciteitsnet, de aanleg van de polder van Borgerweert, de oprichting van het Provinciaal Instituut voor Hygiëne, de waterdistributie, de strijd tegen tuberculose, de aankoop en aanleg van publieke parken, de uitbreiding van verenigingen voor volksopvoeding. Daarbij kwam dan nog de organisatie van de Olympische Spelen in 1920, die hij superviseerde.
De spanningen die ontstonden in de naoorlogse katholieke geledingen leidden tot een breuk bij de gemeenteraadsverkiezingen van 1921. Er werd in Antwerpen een katholiek-socialistische coalitie gevormd onder leiding van de democratisch gezinde Van Cauwelaert. Samen met de conservatieve katholieken verzette ook gouverneur Gaston van de Werve zich tegen deze situatie en dreigde zelfs met ontslag. Uiteindelijk hernam hij zijn verzoenende houding, en was hij zelfs aanwezig bij de installatie van Frans Van Cauwelaert.
De herbenoeming van Gaston van de Werve in 1921, na de eerste provincieraadsverkiezingen die volgens de herziene kieswet verliepen, ging gepaard met meer tegenkanting dan voorheen. Van de Werve behoorde immers tot de conservatieve vleugel van de katholieke fractie, een vleugel die voorbijgestreefd was door de meer democratisch gezinde groepen. Die nieuwe groepen hechtten meer belang aan de bekwaamheid en de politieke gezindheid van een provinciegouverneur. Met name de socialisten en de fronters voerden een felle oppositie, waar ook de gouverneur in betrokken werd.
Hij kreeg toen een hartaanval, waar hij ging van herstellen in Aken en in de Savoie. Hoewel hij het doktersadvies kreeg ontslag te nemen, bleef hij verder actief en werd in 1923 het slachtoffer van een hersenbloeding. Hij was amper 56 toen hij stierf.

## Eretekens
- België: Grootofficier Leopoldsorde
- Denemarken: Grootkruis Orde van de Dannebrog
- Spanje: Ridder Grootkruis Orde van Karel III
- Frankrijk: Erelegioen
- Heilige Stoel: Grootkruis Orde van Gregorius de Grote
- Heilige Stoel: Piusorde